# Composição (Figura só)
Composição (Figura só) – en français Composition (figure seule) – est un tableau réalisé par la peintre brésilienne Tarsila do Amaral, le seul qu'elle exécute en 1930. De format horizontal, cette huile sur toile représente une femme debout face à une étrange plante verte dans un paysage vide, ses longs cheveux bruns balayés par le vent jusqu'au-delà de la limite droite de la composition. La solitude de l'artiste étant alors exacerbée par la fin de son mariage avec Oswald de Andrade, ainsi que par la crise de la caféière familiale due à la Grande Dépression, l'œuvre peut-être interprétée comme un autoportrait. Partie de la collection privée de Ronaldo Cezar Coelho, elle est prêtée au musée d'art de São Paulo, à São Paulo.